# المپیک ناشنوایان
المپیک ناشنوایان (انگلیسی: Deaflympics) یا دیفلیمپیک یا بازی‌های جهانی ناشنوایان یک رویداد چند ورزشی بین‌المللی است که برای ورزشکاران بزرگسال با درجات مختلفی از کم شنوایی و ناشنوایی از سال ۱۹۲۴ میلادی به صورت چهار سال یک بار در ورزش‌های تابستانی و زمستانی برگزار می‌شود. این بازی‌ها توسط کمیته بین‌المللی ورزش ناشنوایان سازمان دهی و برگزار می‌شود.